# Back Home in New Orleans
Back Home in New Orleans — студійний альбом американського блюзового музиканта Чемпіона Джека Дюпрі, випущений 1990 року лейблом Bullseye Blues.

## Про альбом
Альбом записаний на студії Ultrasonic Studios в Новому Орлеані, Луїзіана і спродюсований Роном Леві. В записі окрім Дюпрі взяли участь такі музиканти: саксофоністи Сакс Гордон, Елвін «Ред» Тайлер і Фред Кемп, трубач Тедді Райлі, гітаристи Кен Лендінг (грає на всіх композиціях, окрім «No Future») і Вейн Беннетт, басист Волтер Пейтон і барабаншик Стенлі Стівенс. Аранжування виконані Дюпрі, Леві та секцією духових. Матеріал платівки складається з 10 композицій, написаних переважно самим Дюпрі.
Платівка вийшла на Bullseye Blues 1990 року, ставши першим альбом для піаніста на цьому лейблі. 1991 року на 12-й церемонії нагородження Annual Blues Awards альбом був номінований в категорії «Найкращий альбом традиційного блюзу».

## Реакція критиків
Оглядач AllMusic Білл Даль в своїй рецензії поставив Back Home in New Orleans оцінку 4,5 з 5 відзначивши, що «це найкращий з трьох альбомів Дюпрі на лейблі Bullseye Blues, ця платівка була записана під час першої за 36 років поїздки піаніста додому в «Місто-півмісяць». На цьому атмосферному сеті Дюпрі звучить радісно від того, що повернувся і грає зі своїм давнім акомпаніатором-гітаристом Кенном Лендінгом.».

## Список композицій
| Сторона А | Сторона А                                            | Сторона А                          | Сторона А  |
| #         | Назва                                                | Автор                              | Тривалість |
| --------- | ---------------------------------------------------- | ---------------------------------- | ---------- |
| 1.        | «When I'm Drinkin'» (соло: Гордон і Дюпрі)           | Чемпіон Джек Дюпрі                 | 3:24       |
| 2.        | «Lonesome Bedroom» (Лендінг; соло: Гордон і Беннетт) | Чемпіон Джек Дюпрі, Кертіс Джонс   | 6:22       |
| 3.        | «I Don't Know»                                       | Чемпіон Джек Дюпрі                 | 4:51       |
| 4.        | «Calcutta» (соло: Кемп і Беннетт)                    | Рузвельт Сайкс, Чемпіон Джек Дюпрі | 3:10       |
| 5.        | «Freedom»                                            | Чемпіон Джек Дюпрі                 | 5:20       |

| Сторона В | Сторона В                                   | Сторона В          | Сторона В  |
| #         | Назва                                       | Автор              | Тривалість |
| --------- | ------------------------------------------- | ------------------ | ---------- |
| 1.        | «My Woman Left Me» (соло: Лендінг і Тайлер) | Чемпіон Джек Дюпрі | 3:08       |
| 2.        | «Broken Hearted»                            | Чемпіон Джек Дюпрі | 4:43       |
| 3.        | «Way Down»                                  | Чемпіон Джек Дюпрі | 3:50       |
| 4.        | «The Blind Man»                             | Чемпіон Джек Дюпрі | 4:42       |
| 5.        | «No Future» (соло: Беннетт)                 | Чемпіон Джек Дюпрі | 4:27       |

## Учасники запису
- Чемпіон Джек Дюпрі — вокал, фортепіано
- Сакс Гордон — тенор-саксофон, баритон-саксофон (A1, A4, B1, B5)
- Елвін «Ред» Тайлер (A1, A4, B1, B5), Фред Кемп (A1, A4, B1, B5) — тенор-саксофон
- Тедді Райлі — труба (A1, A4, B1, B5)
- Кен Лендінг (A1 по B4), Вейн Беннетт (A1, A4, B1, B5) — гітара
- Волтер Пейтон — акустична бас-гітара (A1, A4, B1, B5)
- Стенлі Стівенс — ударні (A1, A4, B1, B5)

Технічний персонал
- Рон Леві — продюсер
- Девід «Спаркі» Фаррелл з асистентом Джеррі Ембрі — запис на студії Ultrasonic Studios, Новий Орлеан, Луїзіана
- Річард «Док» Тігенк — звукоінженер, мікшування на студії Plum Sound, Ньюберіпорт, Массачусетс
- Джо Брешо — мастеринг на студії the Master Cutting Room, Нью-Йорк
- Сюзен Марш — дизайн, малюнок
- Рік Олівер — фотографія
- Джефф Ганнуш — текст обкладинки